# 约瑟夫·阿达麦茨
约瑟夫·阿达麦茨（1942年2月26日—2018年12月24日），斯洛伐克男子足球运动员，司职前锋。他曾代表捷克斯洛伐克国家队参加1962年和1970年国际足联世界杯，其中1962年世界杯获得亚军。